# Hemibeltrania cinnamomi
Hemibeltrania cinnamomi är en svampart som först beskrevs av Deighton, och fick sitt nu gällande namn av Piroz. 1963. Hemibeltrania cinnamomi ingår i släktet Hemibeltrania, divisionen sporsäcksvampar och riket svampar.   Inga underarter finns listade i Catalogue of Life.